# Spoorlijn Beaulieu-le-Coudray - Auneau-Embranchement
De spoorlijn Auneau-Ville - Dreux was een Franse spoorlijn van Le Coudray naar Auneau. De lijn was 22,3 km lang en had als lijnnummer 555 000.

## Geschiedenis
De lijn werd in gedeeltes geopend door de Compagnie du chemin de fer d'Orléans à Rouen, van Beaulieu-le-Coudray naar Auneau-Ville op 1 april 1876 en van Auneau-Ville naar Auneau-Embranchement op 6 januari 1877. Personenvervoer werd opgeheven op 1 augustus 1939. Goederenvervoer tussen Beaulieu-le-Coudray en Auneau-Ville was er tot 5 juli 1971 en tussen Auneau-Ville en Auneau-Embranchement tot 2018.

## Aansluitingen
In de volgende plaatsen is er een aansluiting op de volgende spoorlijnen:
Beaulieu-le-Coudray
RFN 555 606, stamlijn Beaulieu-le-Coudray 1
RFN 555 611, stamlijn Beaulieu-le-Coudray 2
RFN 556 000, spoorlijn tussen Chartres en Orléans
Auneau-Ville
RFN 554 000, spoorlijn tussen Auneau-Ville en Dreux
Auneau-Embranchement
RFN 431 302, raccordement van Auneau
RFN 549 000, spoorlijn tussen Étampes en Auneau-Embranchement
RFN 550 000, spoorlijn tussen Brétigny en La Membrolle-sur-Choisille

## Galerij

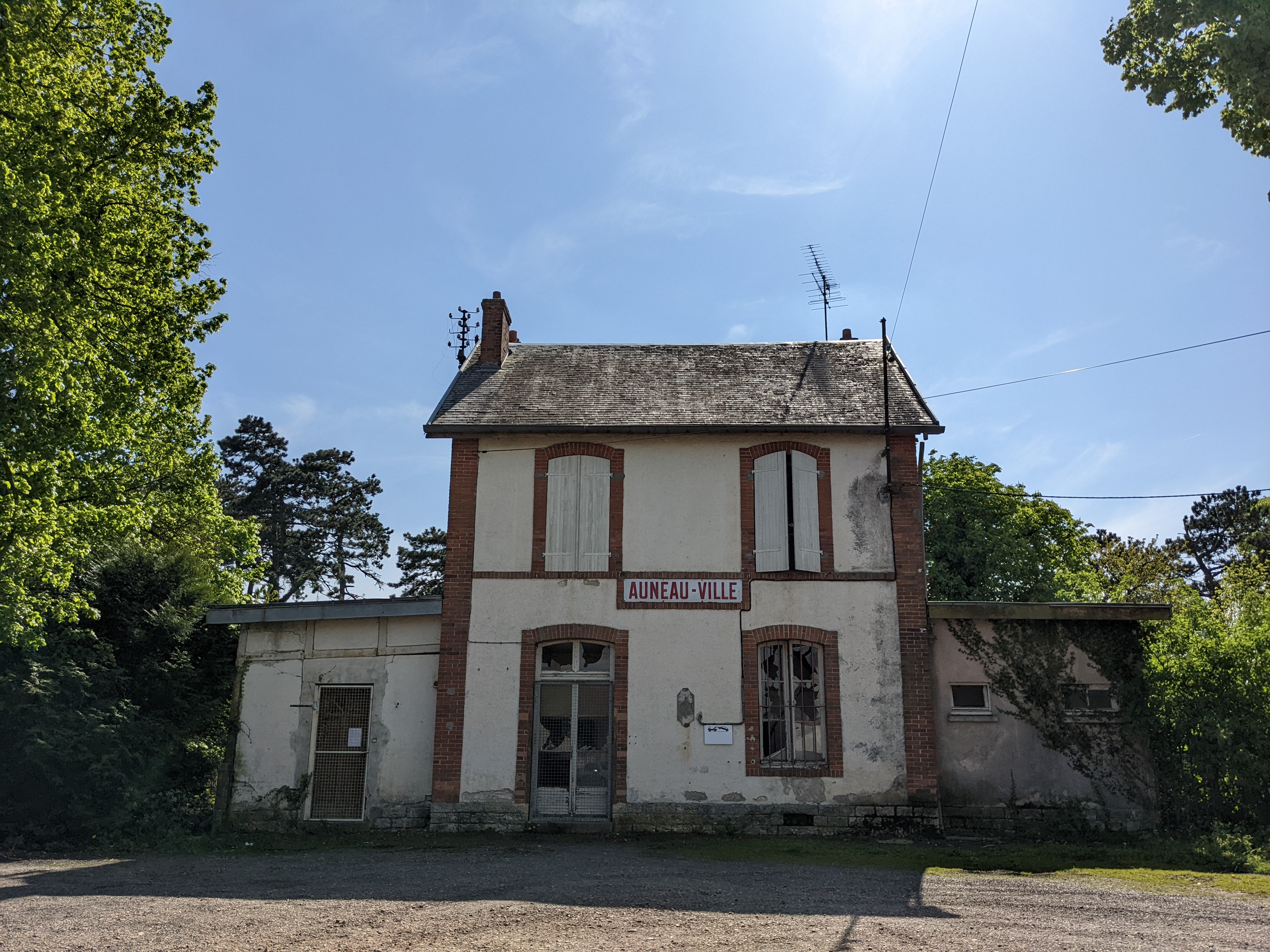
Station Auneau-Ville
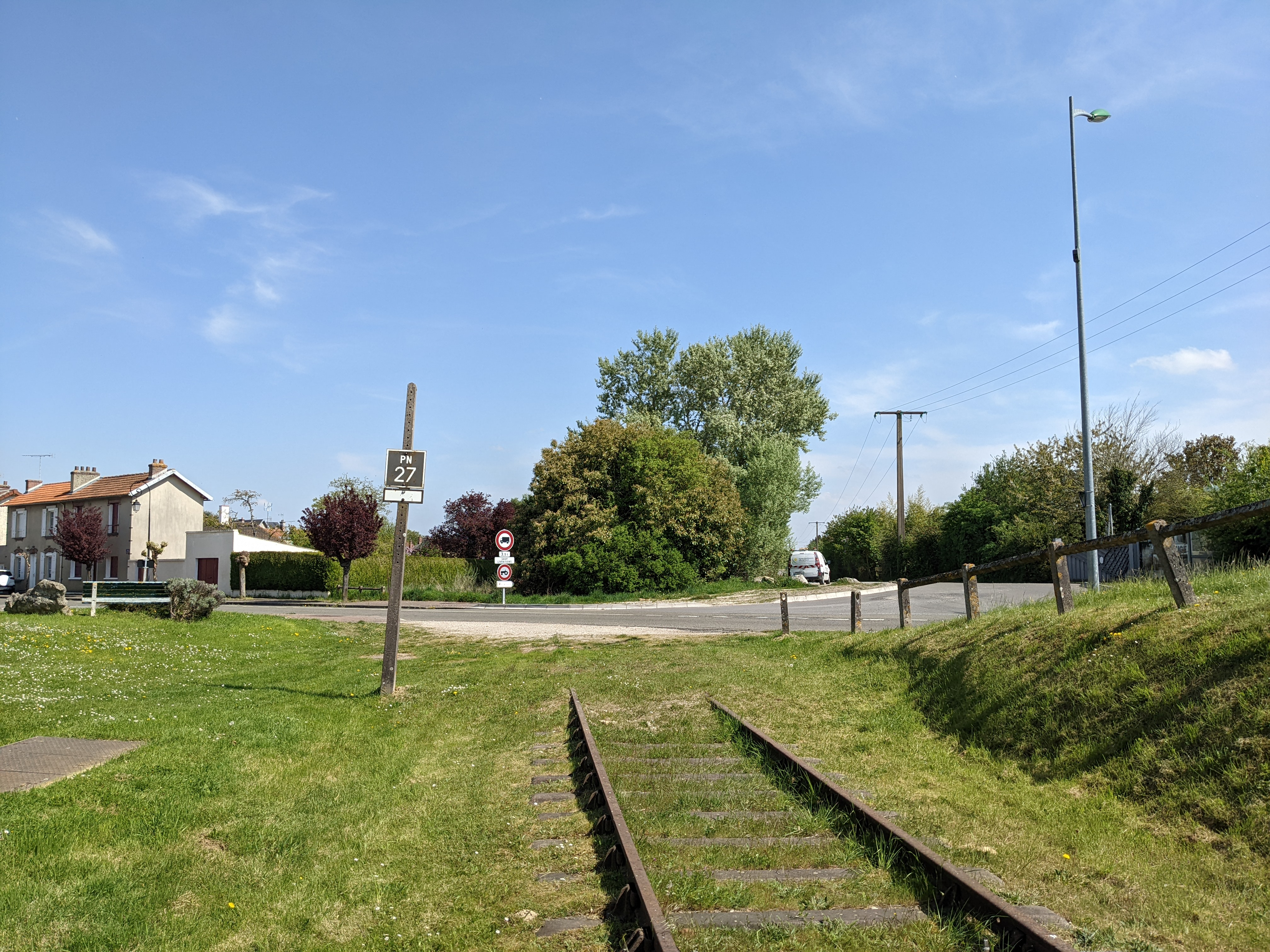
Overweg 27 in Auneau
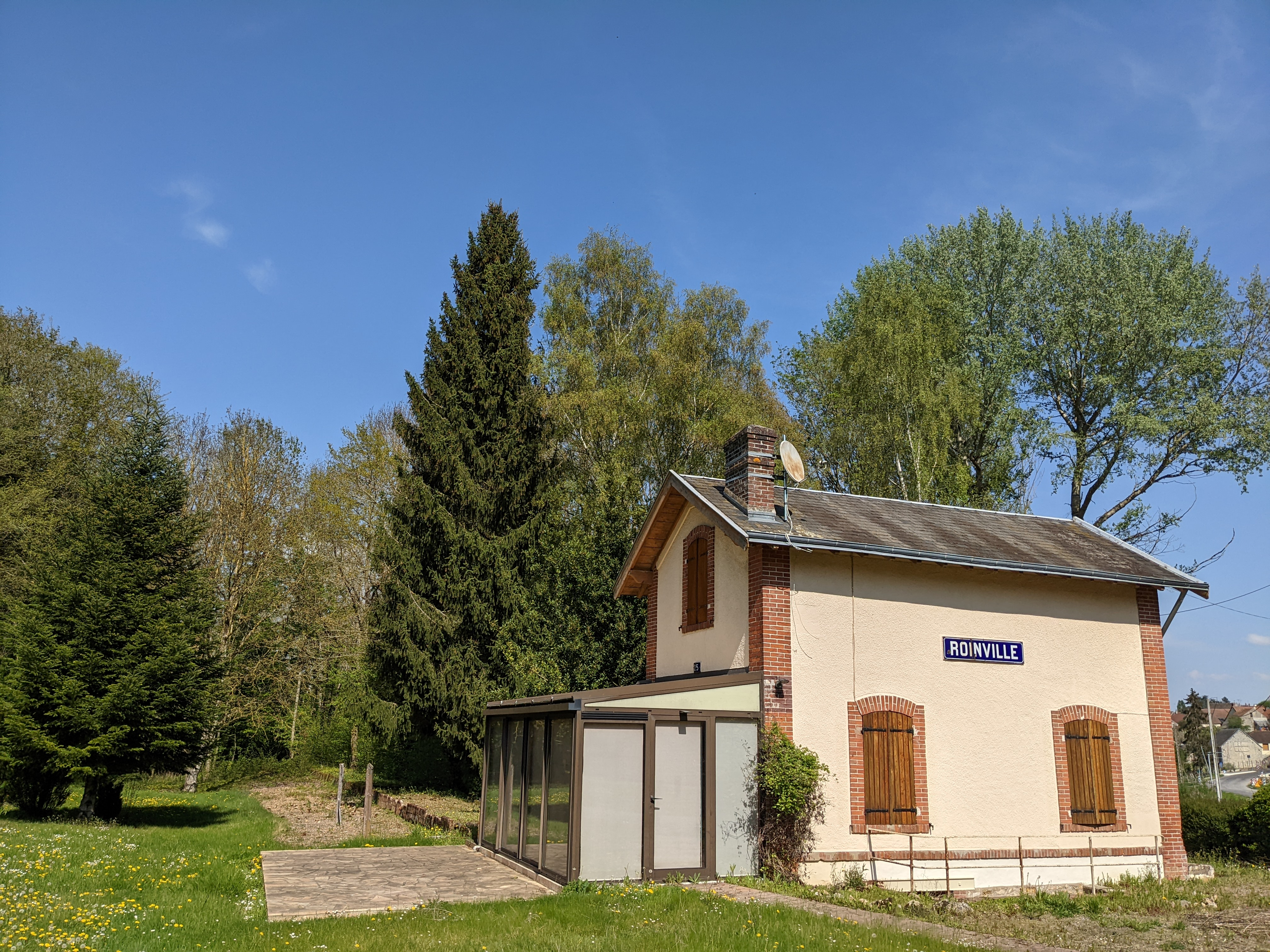
Halte Roinville
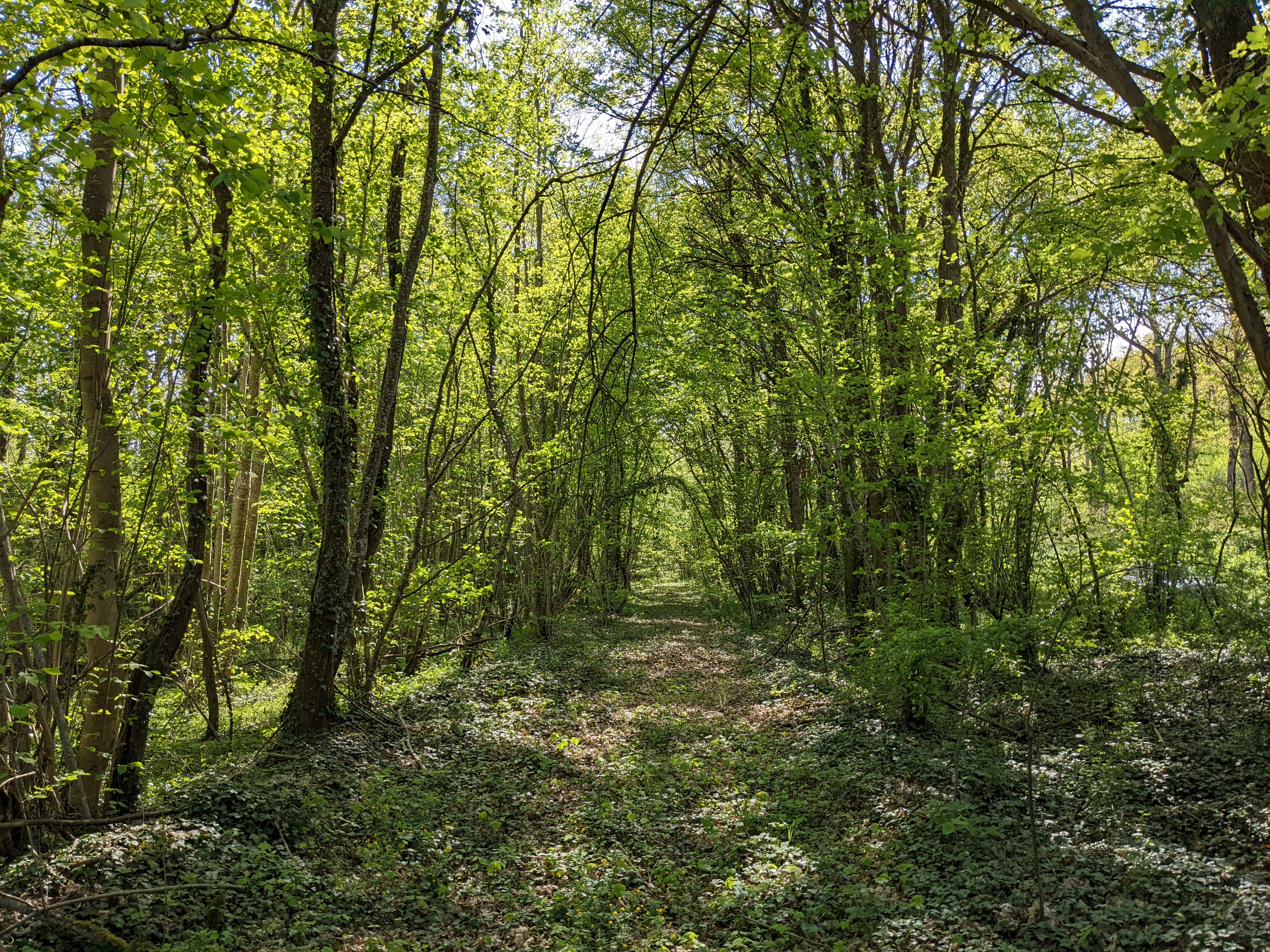
Tracé bij Roinville